# Ідеалізація та знецінення
Психоаналітична теорія стверджує, що індивід, нездатний інтегрувати важкі почуття, мобілізує специфічний захист, щоб подолати ті почуття, які він сприймає як нестерпні. Захист, який впливає (спричиняє) цей процес, називається розщепленням. Розщеплення — це схильність дивитися на події чи людей як на цілковито погані або як на цілковито хороші. Якщо розглядати усіх людей як  цілковито хороших, кажуть, що індивід використовує захисний механізм ідеалізації: психічний механізм, у якому людина приписує собі або іншим надмірно позитивні якості. Розглядаючи людей як цілковито поганих, індивід використовує знецінення: приписуючи собі або іншим надмірно негативні якості[джерело?].
У розвитку дитини ідеалізація та знецінення цілком нормальні. На етапі дитинства люди стають здатними сприймати інших як складні структури, що містять як хороші, так і погані компоненти. Якщо етап розвитку переривається (наприклад, травмою у ранньому дитинстві), ці захисні механізми можуть зберігатися у дорослому віці[джерело?].

## Зиґмунд Фройд
Термін ідеалізація вперше з'явився у зв'язку з визначенням Фройдом нарцисизму. Бачення Фройда полягало в тому, що всі немовлята проходять через фазу первинного нарцисизму, коли вони вважають себе центром свого всесвіту. Щоб отримати любов батьків, дитина починає робити те, що, на її думку, цінують батьки. Інтерналізуючи ці цінності, дитина формує ідеал Его. Цей ідеал его містить правила хорошої поведінки та стандарти досконалості, до яких его має прагнути. Коли дитина не витримує амбівалентності між реальним Я та ідеалом его, а засоби захисту використовуються занадто часто, це називається патологією. Фройд назвав цю ситуацію вторинним нарцисизмом, оскільки саме его є ідеалізованим. Пояснення ідеалізації інших, крім себе, шукають у теорії потягів, а також у теорії об'єктних відносин. З погляду лібідних потягів, ідеалізація інших людей є «перетіканням» нарцисичного лібідо на об'єкт; з погляду я-об'єктних відносин, репрезентації об'єкта (як у вихователів) були зроблені красивішими, ніж вони були насправді.

## Гайнц Когут
Розширення теорії нарцисизму Фройда відбулося, коли Гайнц Когут представив так звані «перенесення самооб’єкта» ідеалізації та віддзеркалення. Для Когута ідеалізація в дитинстві — здоровий механізм. Якщо батьки не надають належних можливостей для ідеалізації (здоровий нарцисизм) і віддзеркалення (як впоратися з реальністю), дитина не розвивається далі стадії розвитку, на якій вона бачить себе грандіозною, але на якій також залишається залежною від інших, щоб забезпечити свою самооцінку. Когут стверджував, що з нарцисичними пацієнтами слід дозволити ідеалізацію себе та терапевта під час терапії, а потім вона дуже поступово зменшуватиметься у результаті неминучої оптимальної фрустрації.

## Отто Кернберґ
Отто Кернберґ широко обговорює ідеалізацію, як у її захисному, так і в адаптивному аспектах. Він концептуалізував ідеалізацію як заперечення небажаних характеристик об’єкта, а потім посилення об’єкта шляхом проєктування на нього власного лібідо чи всемогутності. Він запропонував лінію розвитку, де один кінець континууму є нормальною формою ідеалізації, а інший кінець — патологічною формою. В останньому випадку індивід має проблеми з постійністю об’єкта і бачить інших як цілковито хороших або цілковито поганих, таким чином підтримуючи ідеалізацію та знецінення. На цьому етапі ідеалізація асоціюється з пограничною патологією. На іншому кінці континууму ідеалізація вважається необхідною попередницею почуття зрілого кохання.